# Quận Meeker, Minnesota
Quận Meeker là một quận thuộc tiểu bang Minnesota, Hoa Kỳ.
Quận này được đặt tên theo. Theo điều tra dân số của Cục điều tra dân số Hoa Kỳ năm 2000, quận có dân số 22.644 người. Quận lỵ đóng ở Litchfield6.

## Địa lý
Theo Cục điều tra dân số Hoa Kỳ, quận có diện tích 1671 km2, trong đó có 95 km2 là diện tích mặt nước.

### Các xa lộ chính
| - U.S. Highway 12 - Minnesota State Highway 4 - Minnesota State Highway 7 - Minnesota State Highway 15 | - Minnesota State Highway 22 - Minnesota State Highway 24 - Minnesota State Highway 55 |